# 费内特朗日
费内特朗日（法語：Fénétrange，法語發音：[fenetʁɑ̃ʒ]），法国东北部市镇，位于大东部大区摩泽尔省，隶属于萨尔堡-萨兰堡区，其市镇面积为14.49平方公里，2022年1月1日时人口数量为648人，在法国城市中排名第12,878位。
费内特朗日位于摩泽尔省东部，多个方向的公路在此交汇。

## 地名来源
“费内特朗日”一名最初于公元10世纪以“Filestengas”的形式被记载，该名称来源于拉丁语“Philestangia”，意为“弯道附近的居民点”。史学家埃内斯特·内格尔则认为该名称来源于日耳曼人物“Filisteus”。
在普鲁士及纳粹占领期间，费内特朗日曾以其德文形式“Finstingen”作为官方名称。

## 历史
费内特朗日历史上长期为一处普通村落，中世纪时，当地领主对费内特朗日进行了加固。1259年，马尔贝格家族（famille de Malberg）继承了费内特朗日。中世纪末，费内特朗日被划归沃代蒙伯国，后被洛林公爵继承。法国大革命后，费内特朗日成为摩泽尔省的一个市镇。普法战争后，费内特朗日被普鲁士军队占领，直至一战结束，其间，殖民者修建了一条连接萨尔堡和萨拉尔布之间的地方铁路，后因公路的兴建而废弃。

## 地理

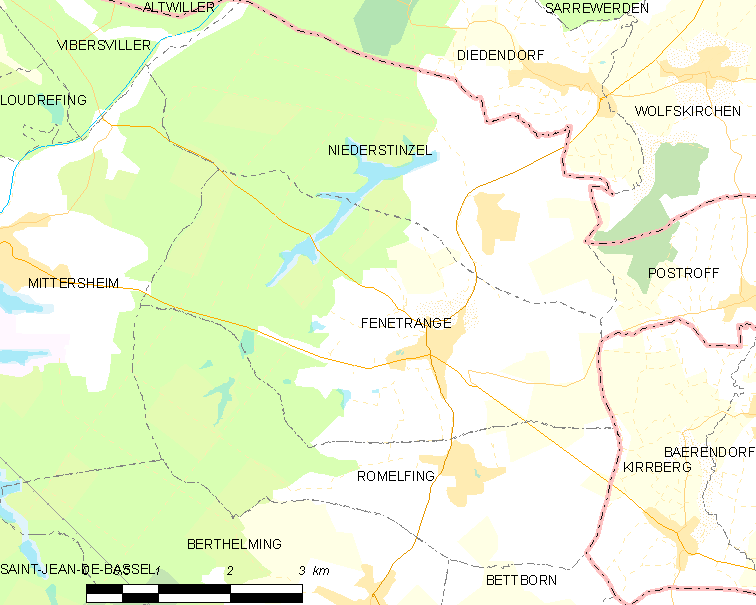
费内特朗日市镇范围地图

费内特朗日位于法国东北部，大东部大区东北部和摩泽尔省东部，距离省会梅斯大约85公里。与费内特朗日接壤的市镇包括：米特赛姆、涅代尔斯坦泽、波斯特罗夫、罗默尔凡、基尔贝格。

### 地形
费内特朗日位于孚日山北部延伸地区，境内以丘陵为主，市镇中心地势较为平坦，全境海拔在227到317米之间。

### 水文
萨尔河干流自南向北流经境内，属于莱茵河水系。

### 植被
费内特朗日属于温带阔叶混交林区，林地主要分布于市镇范围西部地区以及河流附近。
在鲜花城市的评比中，费内特朗日暂未被评级。

### 气候
费内特朗日在柯本气候分类法中属于带有大陆性特征的温带海洋性气候。

## 行政区划
费内特朗日是法国大东部大区摩泽尔省的一个市镇，编号为57210。费内特朗日下辖萨尔堡-萨兰堡区，隶属于摩泽尔省第四选区，管理萨尔堡县，同时也是萨尔堡-南摩泽尔市镇公共社区的组成部分。
自2020年起，法国国家统计与经济研究所（简称）在进行数据统计时，将包括费内特朗日在内的87个市镇设为萨尔堡城市辐射区。此外，还将费内特朗日市镇整体看作一个“块区”（IRIS）。

## 交通

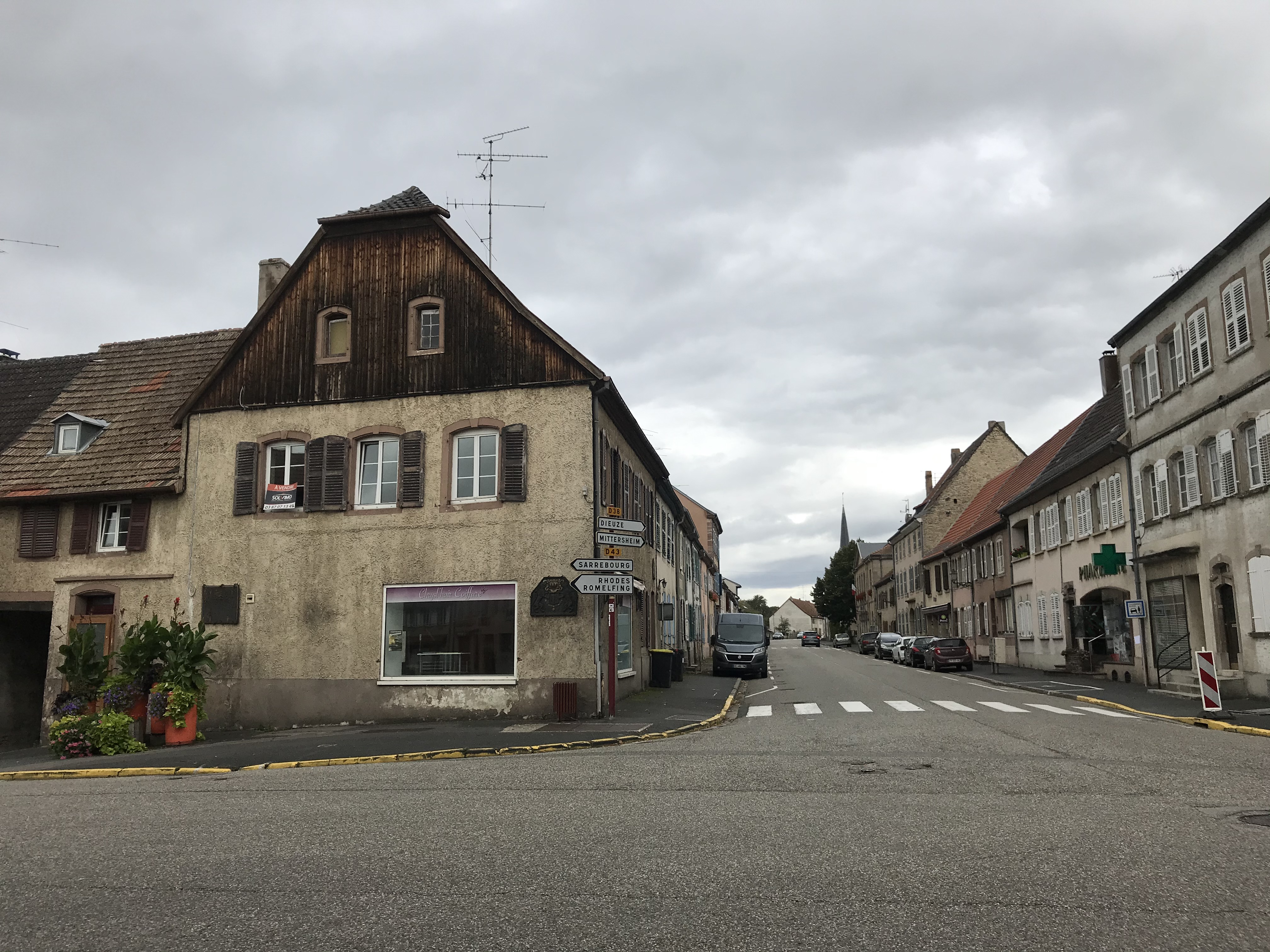
费内特朗日镇中心路口

### 公路
摩泽尔省省道D38线、D39线和D43线在费内特朗日境内交汇，大东部大区下属的城际客运提供巴士线路，可前往萨尔于尼翁、萨尔堡以及萨尔格米讷。
2017年，66.3%的费内特朗日家庭拥有至少一辆私人汽车。2019年，费内特朗日境内共发生各类交通事故1起，造成1人受伤。

### 铁路
距离费内特朗日最近的客运铁路车站是位于巴黎－斯特拉斯堡铁路的萨尔堡站，该站停靠前往梅斯、南锡和斯特拉斯堡三个方向的区域列车，另有少量直达巴黎的高速列车。

### 航空
距离费内特朗日最近的民用航空站为南锡-梅斯机场，距离费内特朗日市中心的公路里程约77公里。

### 城市公共交通
截至2021年8月，费内特朗日暂无城市公共交通系统。

## 政治
费内特朗日的现任市长为伯努瓦·皮亚特科夫斯基先生（Benoît Piatkowski），他是一名右翼无党派人士，在2020年的市政选举中获得了100%的支持率（无其他候选人）。
在2017年的法国总统大选中，法国极右翼政党国民阵线主席玛丽娜·勒庞在费内特朗日获得了54.55%的支持率。

## 人口
2018年，费内特朗日市镇人口数量为709，在法国排名第12,878位。其中男性338人，女性385人，75岁及以上人口占11.6%，外籍人口数量为160人，人口密度为49人/平方公里，当地居民被称为（男性）或（女性）。2019年，费内特朗日境内出生1人，死亡人口20人。
| 年份   | 1936 | 1946  | 1954  | 1962 | 1968 | 1975 | 1982 | 1990 | 1999 | 2005 | 2010 | 2015 | 2018 |
| ------ | ---- | ----- | ----- | ---- | ---- | ---- | ---- | ---- | ---- | ---- | ---- | ---- | ---- |
| 人口數 | 935  | 1,078 | 1,064 | 855  | 898  | 847  | 816  | 807  | 823  | 738  | 732  | 707  | 709  |

## 经济
截止2021年8月，费内特朗日共有各类用人单位176家，平均历史为18年，其中99.02%为中小型企业（PME）。（金属部件生产）、（农业设备销售）及（模具）是当地2019年营业额最高的三个企业，分别为5,698,558欧元、3,846,920欧元和1,652,580欧元。

## 财政收入
2019年，费内特朗日的财政收入总额为769,870欧元，财政支出总额为623,150欧元，当年的债务总额为878,350欧元。2020年，费内特朗日共获得119,311欧元的国家财政补助，比上一年增加了0.01%。
2019年，费内特朗日的家庭平均月收入总额为1,801欧元，低于法国平均水平（2,318欧元）。
2017年，费内特朗日境内的青壮年（15至64岁）失业率为15.7%，当地45.5%的家庭拥有纳税资格，平均纳税2,721欧元，低于法国平均水平（3,888欧元）。

## 社会事务

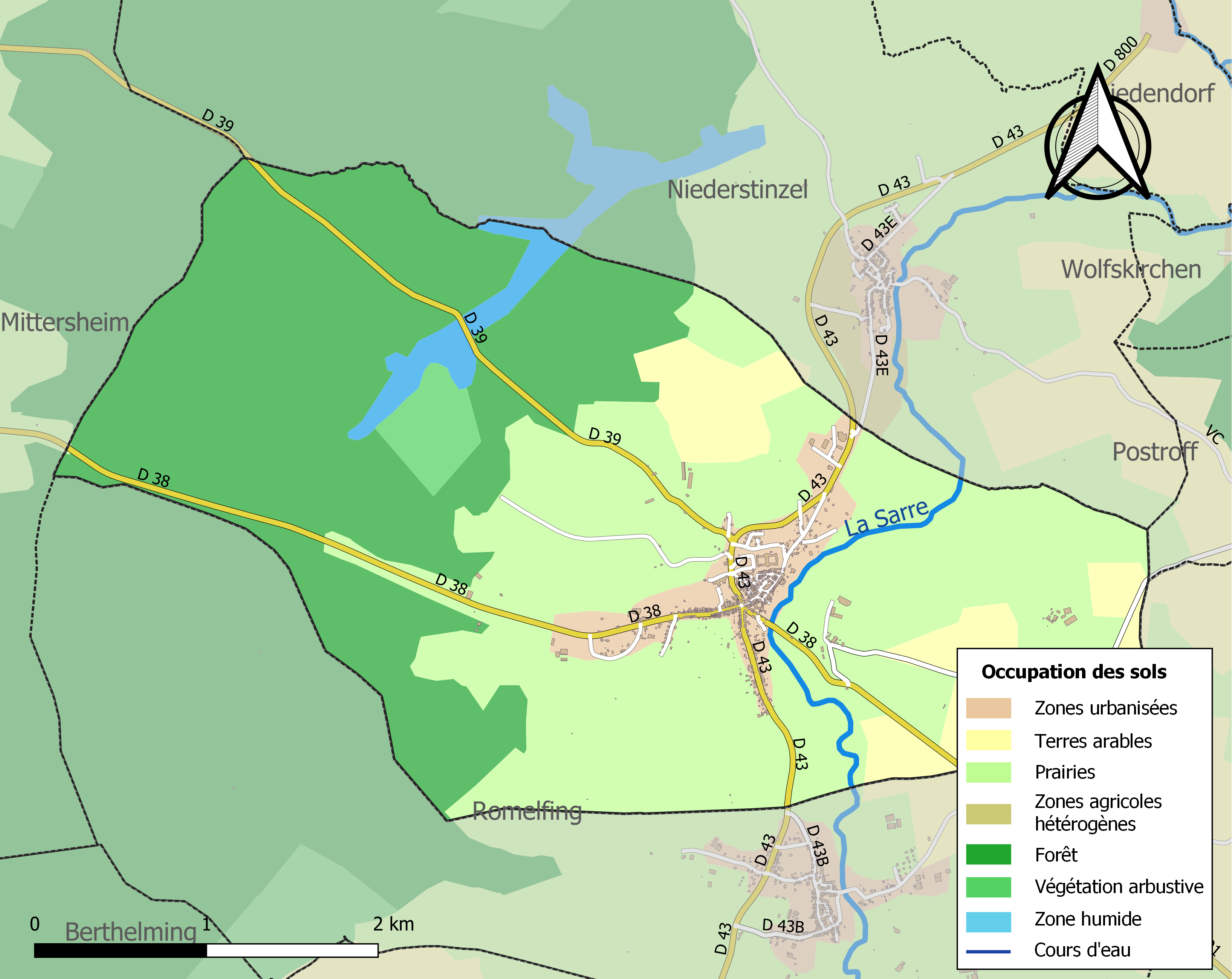
费内特朗日土地利用情况地图

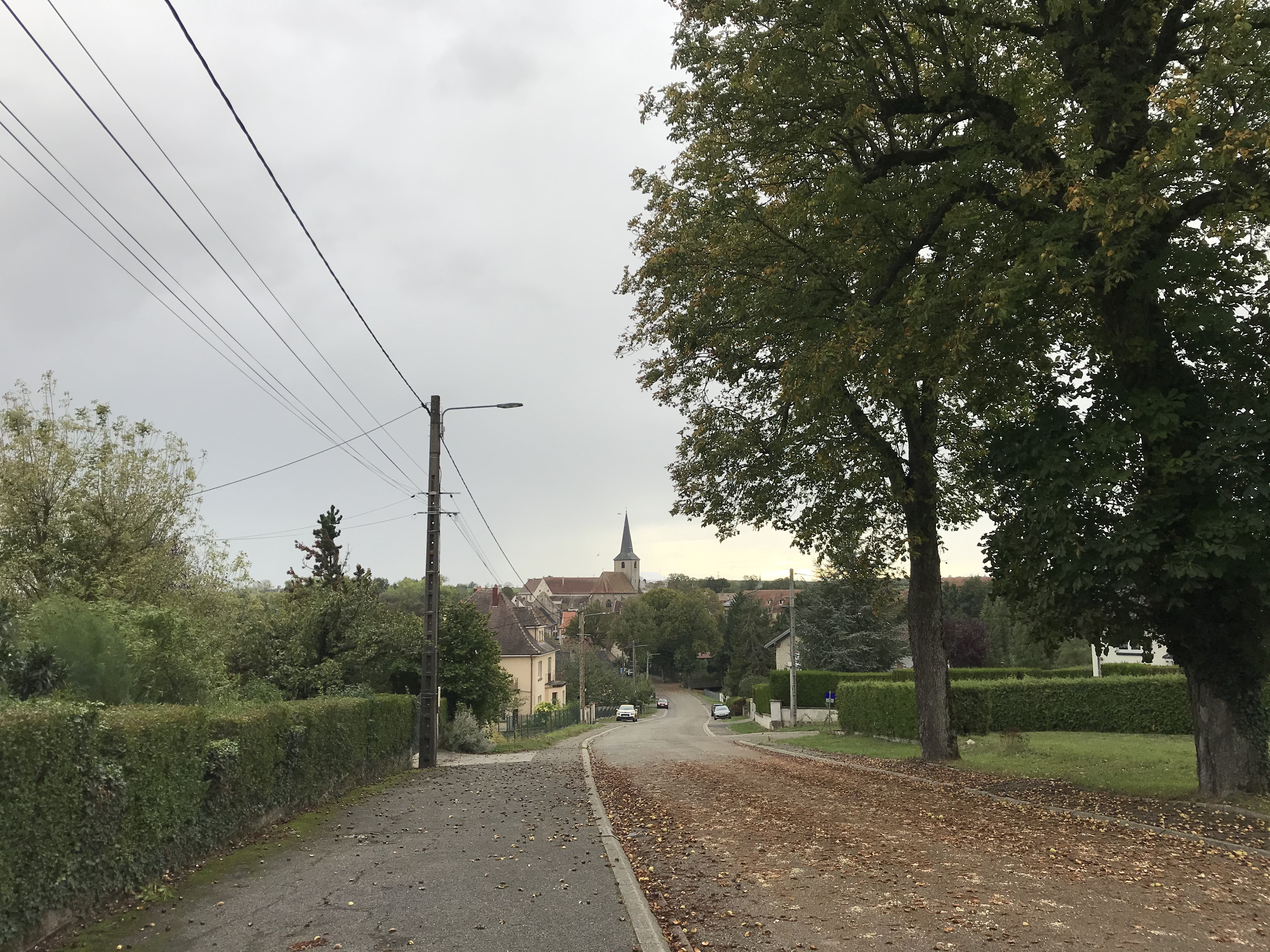
远眺费内特朗日

### 教育
费内特朗日属于南锡-梅斯学区。截止2019年1月1日，费内特朗日境内有1所小学。

### 医疗
截止2019年1月1日，费内特朗日境内共有全科医生2名、保健师5名、牙医2名、护士8名和助产士2名。境内共有药房1家、养老院1家。
距离费内特朗日最近的区域性医疗机构为萨尔堡中心医院（Centre Hospitalier de Sarrebourg），其主病区位于萨尔堡市区，设有床位216个，是当地规模最大的公立综合性医院。

### 住房
2017年，费内特朗日境内共有各类住房386套，其中76.9%为独立式居民区，2.6%为集中式居民区。常住房屋占费内特朗日市镇范围内居民建筑总量的73.3%。
在住房保障政策方面，2017年，费内特朗日境内共有66户家庭获得了住房经济补助，受益人数占总人口数量的9.1%，其中60份为房租补助。

### 商业
2019年，费内特朗日境内共有各类实体商铺22家，其中餐厅3家、面包房1家、肉铺1家、银行门店2家、美容美发店1家、汽车维修店3家。市镇中心有一家Proxi超市。

### 体育
2019年，费内特朗日境内共有1处网球场以及1处足球或橄榄球场。
截至2021年8月，费内特朗日-米特赛姆体育联盟（U.S. Fénétrange-Mittersheim）是当地唯一的注册足球队，2021至2022赛季参加摩泽尔省足球联赛。

### 环境
费内特朗日的环境事务由其所属的公共社区负责。2019年，费内特朗日境内暂无污染企业。

### 治安
2019年，费内特朗日市镇范围内有1处宪兵队。
2014年，费内特朗日及附近地区共发生各类案件1,861起，其中盗窃类案件984起，经济类案件153起，毒品交易类案件249起。

## 文化
2019年，费内特朗日境内暂未任何文化设施。费内特朗日市政府提供多媒体中心，向公众全年开放。

### 建筑
费内特朗日境内有多处历史建筑，其中圣雷米教堂、费内特朗日犹太教堂等为法国国家文物保护单位。

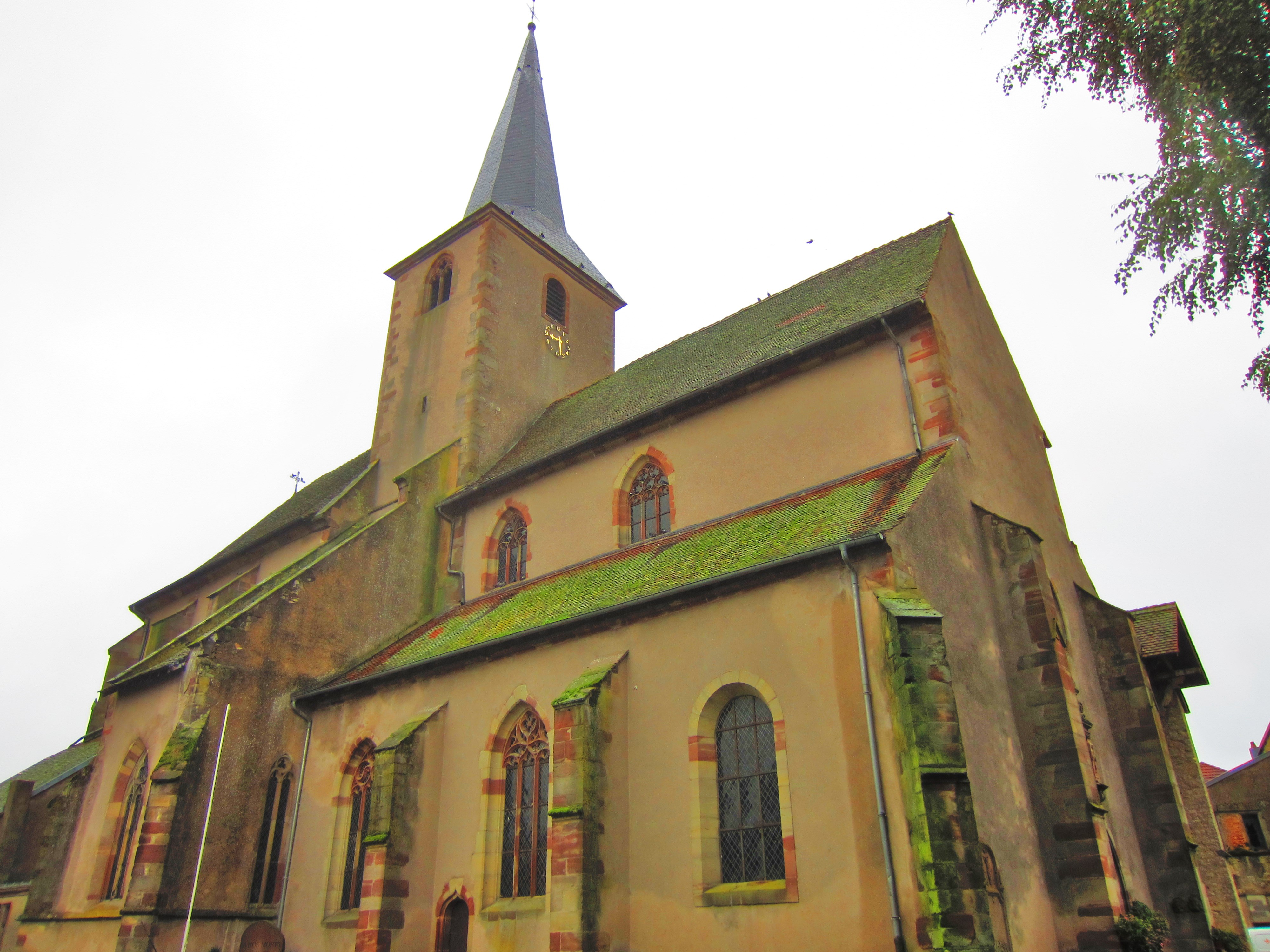
圣雷米教堂（法语：Église Saint-Rémy de Fénétrange）
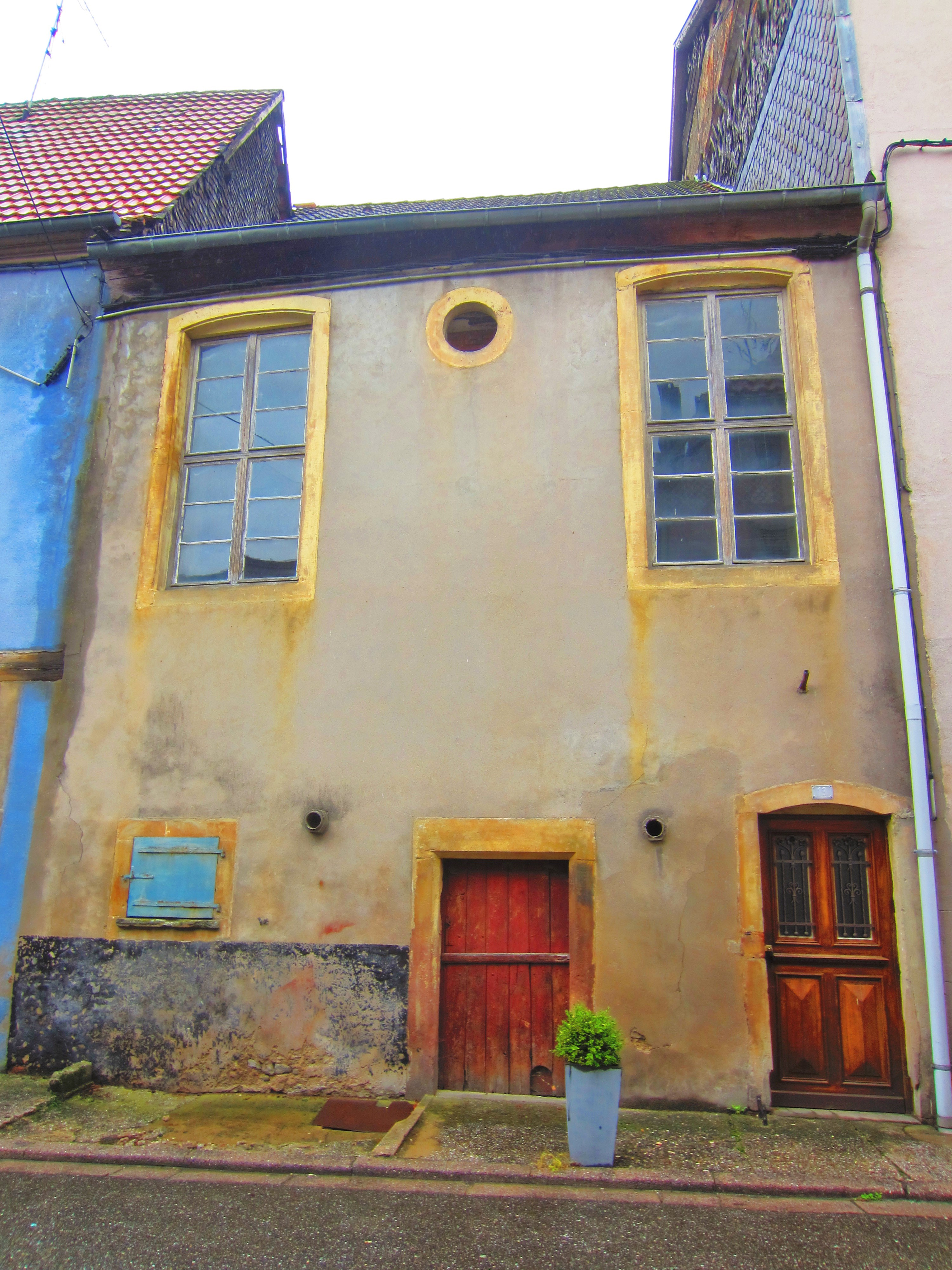
犹太教堂（法语：Synagogue de Fénétrange）
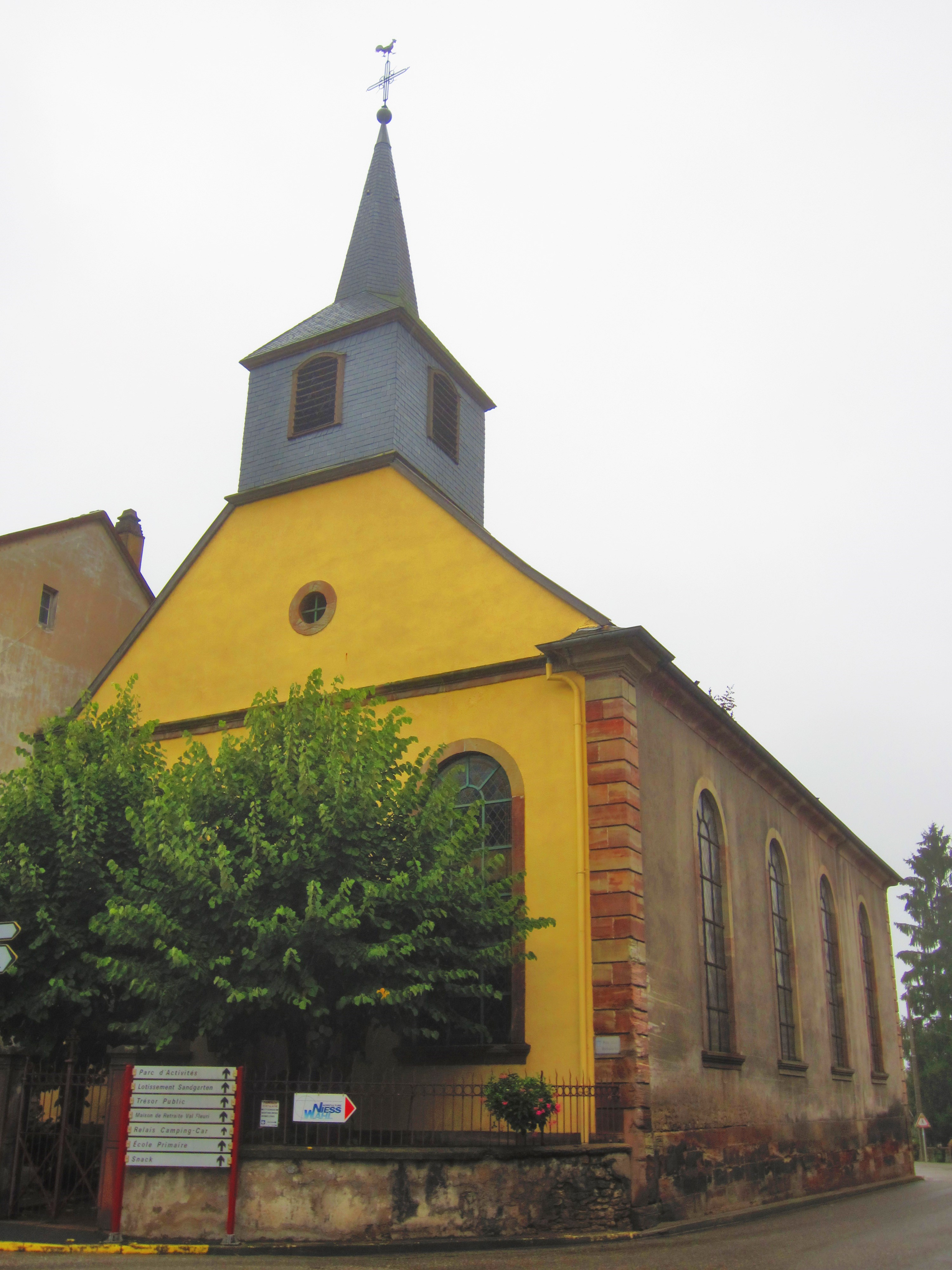
新教教堂
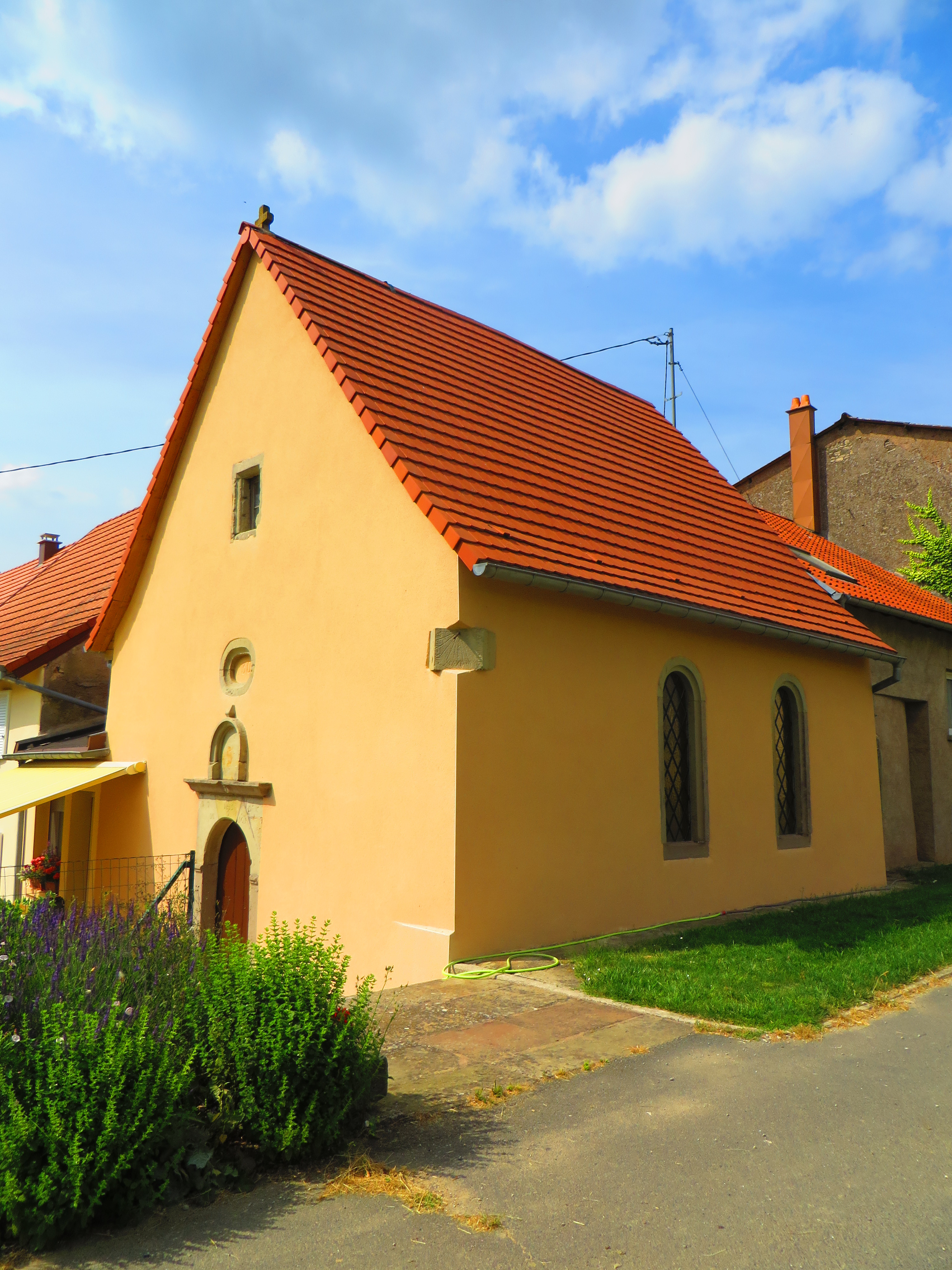
圣安娜小教堂
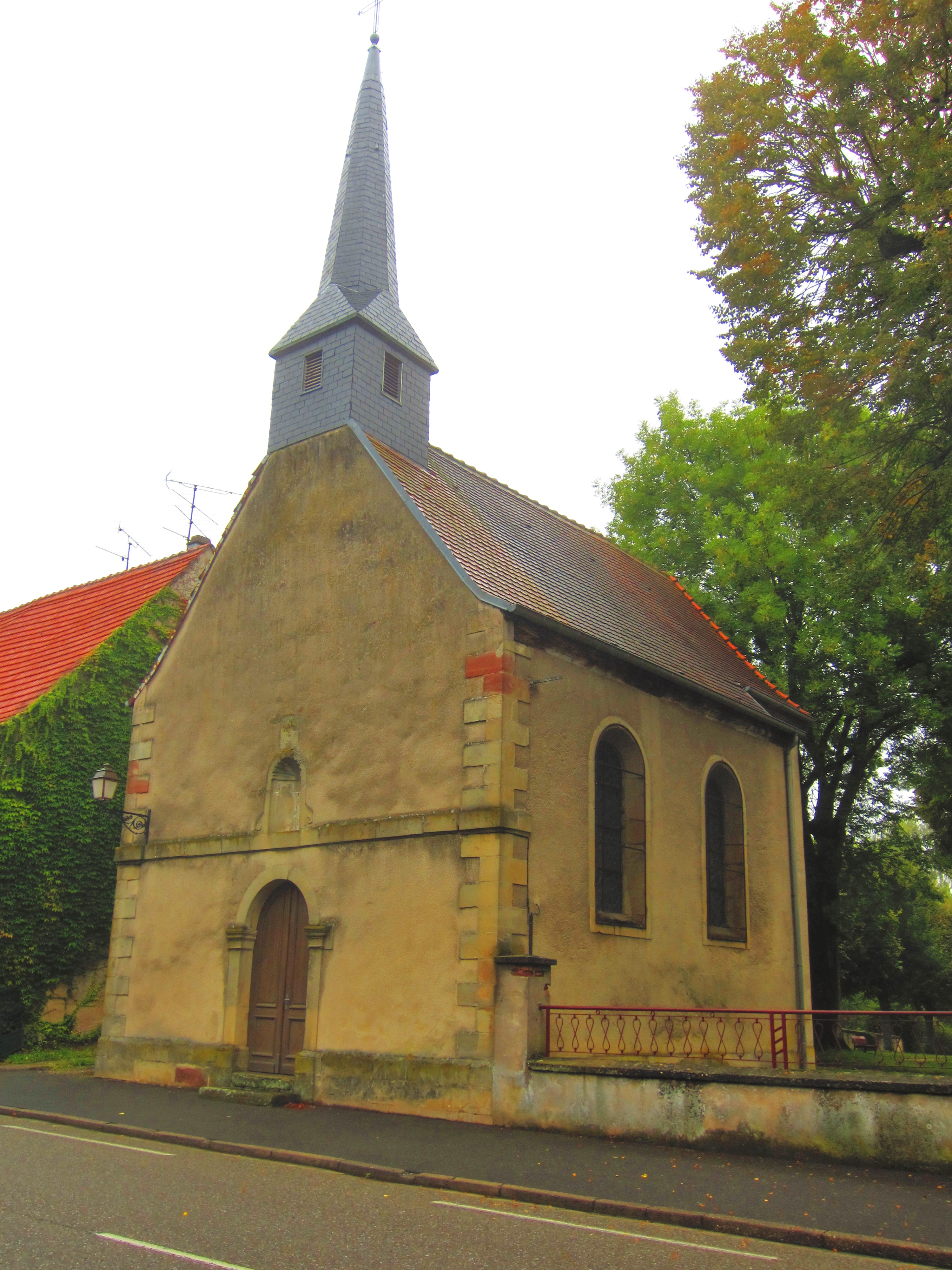
圣玛丽小教堂
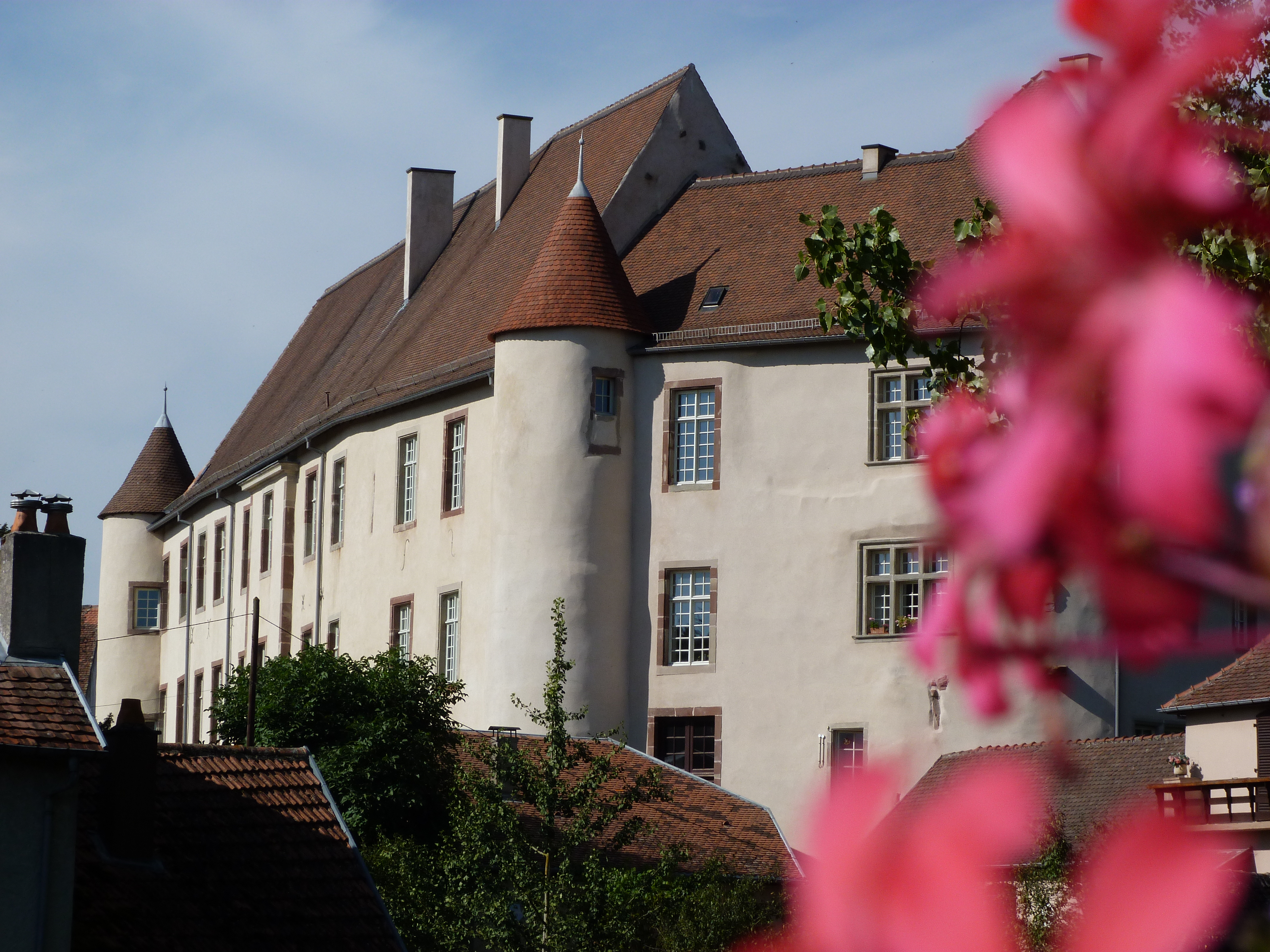
费内特朗日城堡（法语：Château de Fénétrange）
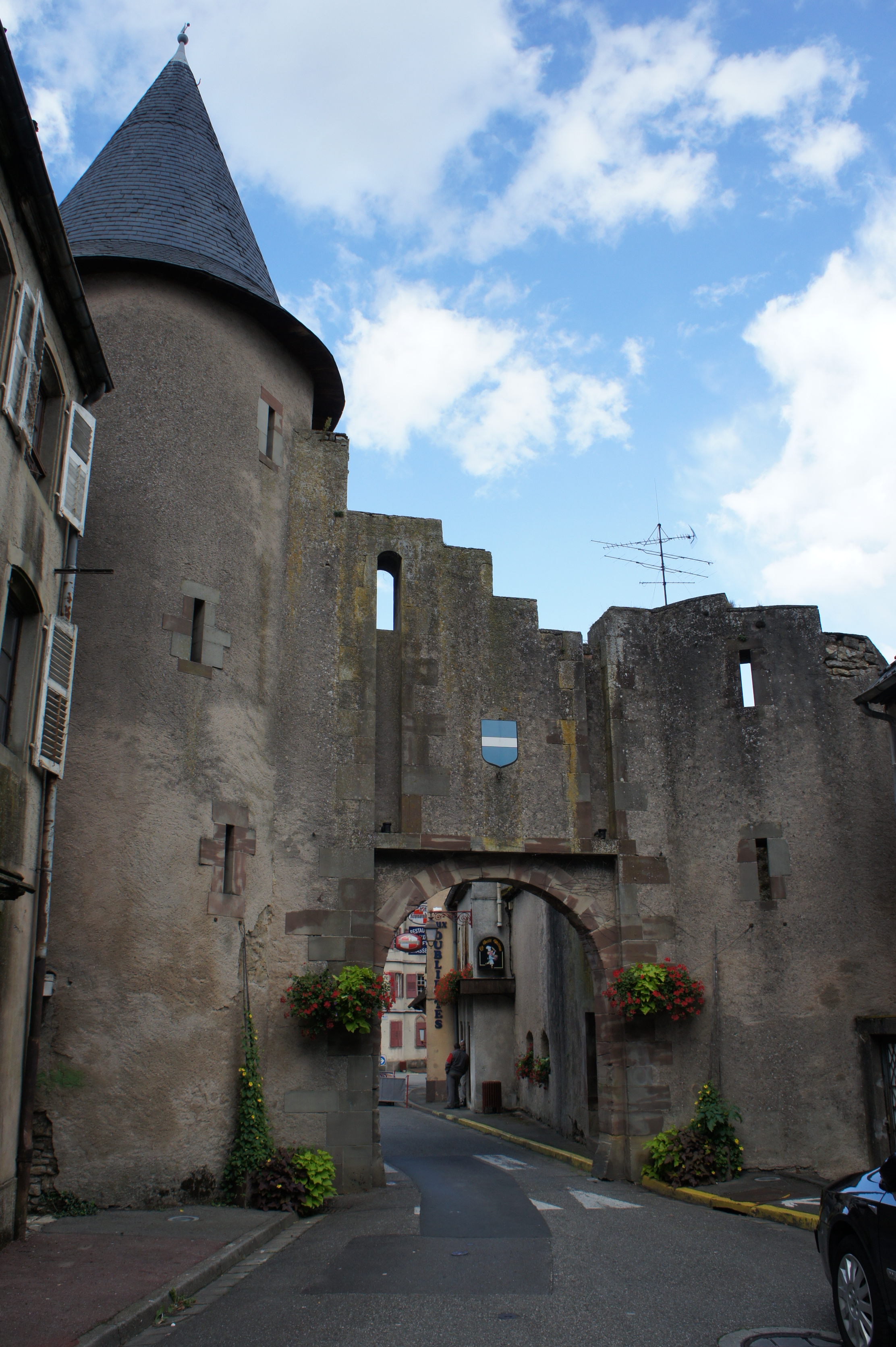
法兰西门

### 旅游
费内特朗日的旅游事务由其所属的公共社区负责。2020年，费内特朗日境内暂无任何游客接待设施。

### 媒体
法国主要的媒体均可在费内特朗日接收，法国电视三台下属的大东部大区频道在部分时段播出费内特朗日所属区域的地方新闻。

## 友好城市
截至2021年8月，费内特朗日暂未建立任何友好城市关系。